# Ас-Эла
Ас-Эла (также встречается название Аироли) — город в Джибути, расположен в регионе Дикиль.

## Географическое положение
Центр города располагается на высоте 342 метра над уровнем моря.

## Демография
В 2012 году в городе проживало 2 817 человек.

## Транспорт
Ближайший аэропорт находится в городе Дикилье.